# Friedrich Weißler

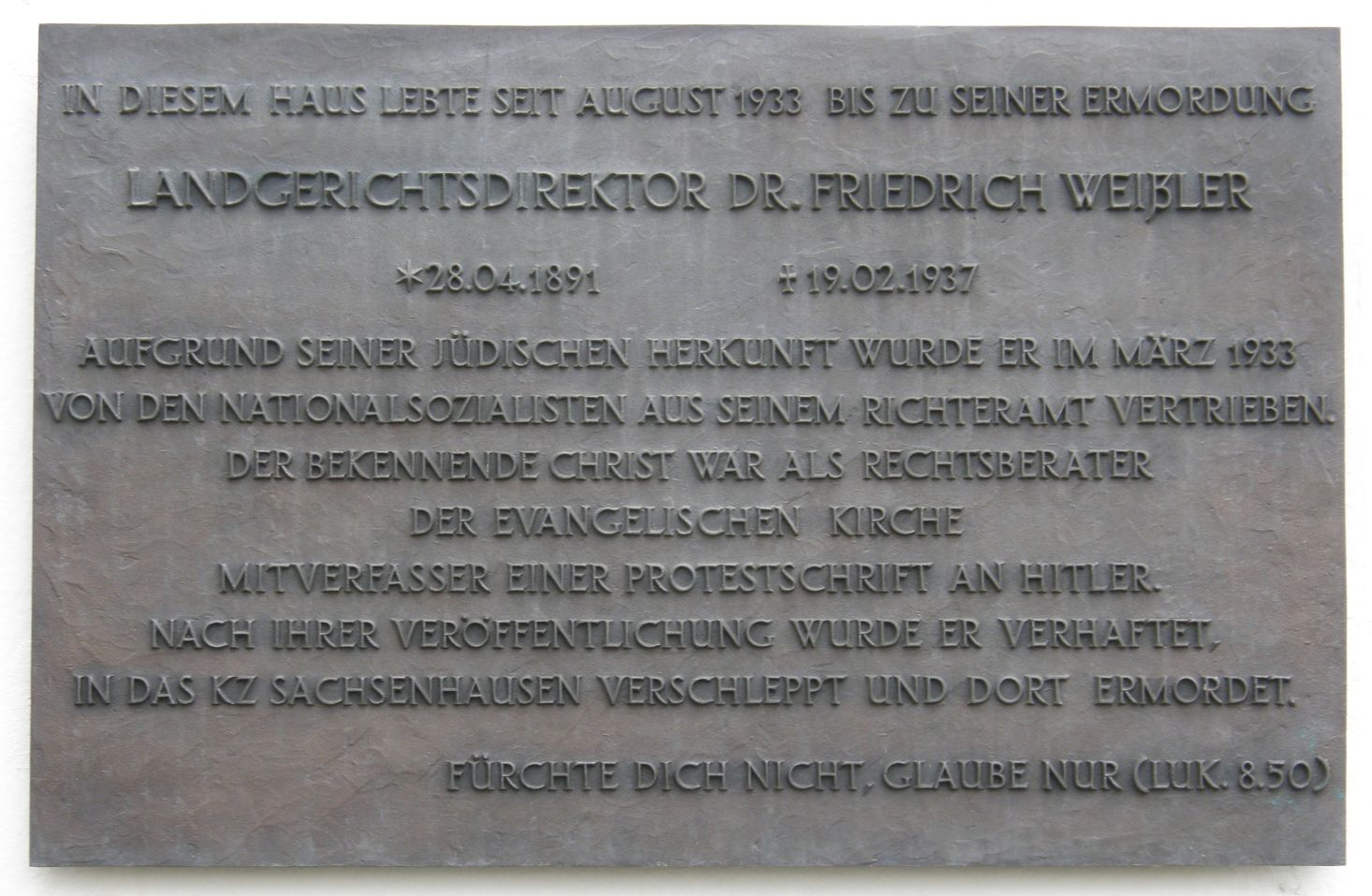
Tablica pamiątkowa w Berlinie

Friedrich Georg Weißler (ur. 28 kwietnia 1891 w Królewskiej Hucie, zm. 19 lutego 1937 w KL Sachsenhausen) – niemiecki prawnik pochodzenia żydowskiego należący do ewangelickiego ruchu oporu przeciw nazizmowi skupionego w ewangelickim Kościele Wyznającym. Wspominany jako męczennik w Kościele ewangelickim.

## Życiorys
Urodził się 28 kwietnia 1891 w Königshütte / Królewskiej Hucie (obecnie Chorzów), w rodzinie radcy prawnego i notariusza.
Po ukończeniu studiów prawniczych sędzia w Halle nad Saalą, następnie dyrektor Sądu Krajowego w Sachsen-Anhalt w Magdeburgu. W 1933 roku usunięty z pracy z powodu pochodzenia żydowskiego.
W 1934 został doradcą prawnym i szefem kancelarii tymczasowego kierownictwa Niemieckiego Kościoła Ewangelickiego.
Uczestnik Kościoła Wyznającego (niem. Bekennende Kirche), ruchu w niemieckim Kościele ewangelickim sprzeciwiającego się narodowemu socjalizmowi. Po opublikowaniu, adresowanego do Hitlera, memoriału Kościoła z 28 maja 1936, protestującego przeciwko podporządkowaniu Kościoła nazistom, prześladowaniom, antysemityzmowi, obozom koncentracyjnym, aresztowany przez gestapo.
Osadzony w podberlińskim obozie koncentracyjnym Sachsenhausen (Konzentrationslager Sachsenhausen).
Zamęczony w obozowym bunkrze, zmarł 19 lutego 1937.